# RCA 1802

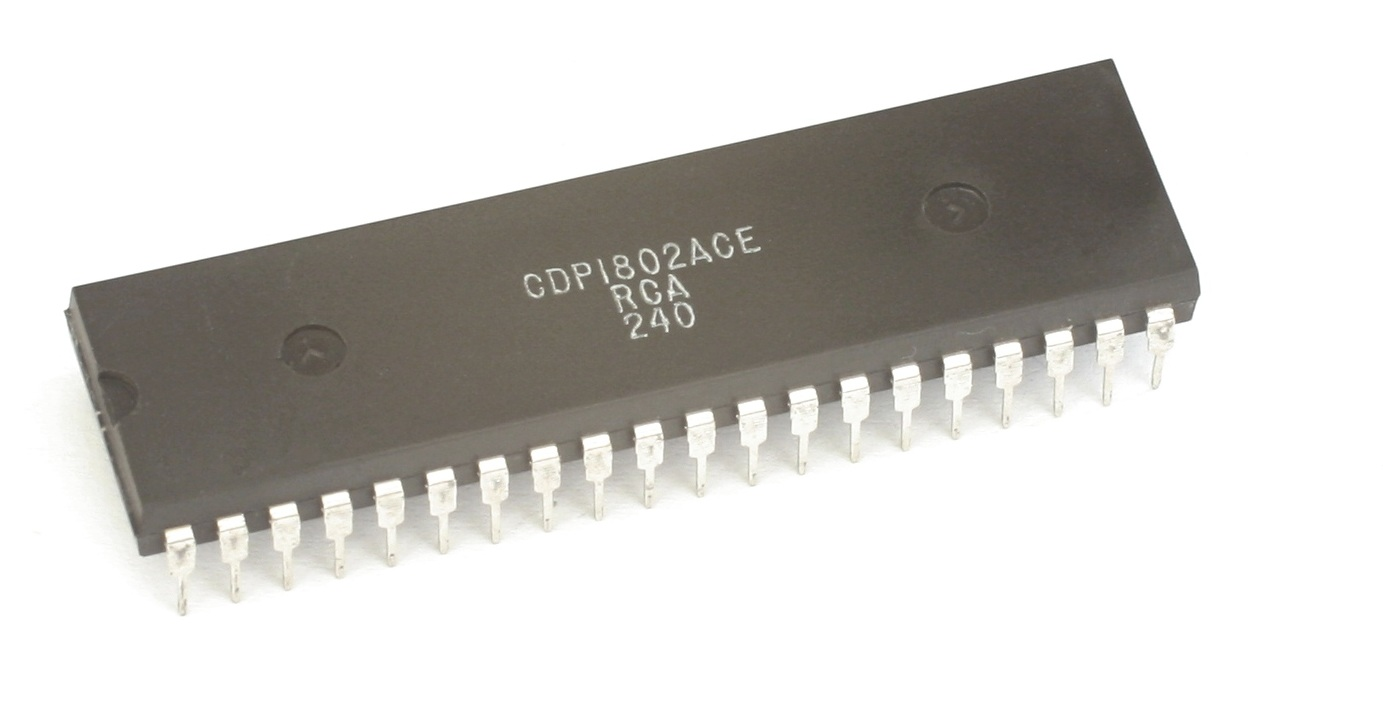
RCA CDP 1802

Az RCA 1802 vagy RCA CDP1802 vagy COSMAC (Complementary Symmetry Monolithic Array Computer) egy 8 bites CMOS technológiájú mikroprocesszor, amelyet az RCA cég gyártott 1976 elejétől. Az Intersil 2017-ig gyártotta, a céget felvásárló Renesas pedig még 2022-ben is gyártja, nagy megbízhatóságot igénylő alkalmazásokhoz.

## Történet
Az RCA CDP1802 mikroprocesszor Joseph Weisbecker munkájának eredménye, aki 1970-ben és 1971-ben új 8 bites architektúrát fejlesztett ki. Az RCA ezt az architektúrát a CMOS-technológia felhasználásával adaptálta a COSMAC 1801R és 1801U gyártásához 1975-ben, majd 1976-ban a két csipet egyetlen lapkán egyesítették, és ez lett a 1802-es mikroprocesszor.

## Műszaki adatok
Az RCA 1802 egy statikus felépítésű CMOS mikroprocesszor.  Ebben a processzorban az órajelfrekvenciának nincs minimális értéke, ami lehetővé teszi, hogy nagyon alacsony sebességgel, alacsony energiafogyasztás mellett működjön. Két különálló 8 vezetékes sínje van: egy 8 bites kétirányú adatsín és egy 16 bites címeket hordozó multiplexelt címsín (ez a sín is 8 bites, a címek alsó és felső bájtjai felváltva jelennek meg rajta). Az 1802 egy egybites, programozható és tesztelhető kimeneti porttal (Q) és négy bemeneti érintkezővel rendelkezik, amelyeket az elágazási utasítások (EF1-EF4) közvetlenül tesztelnek.

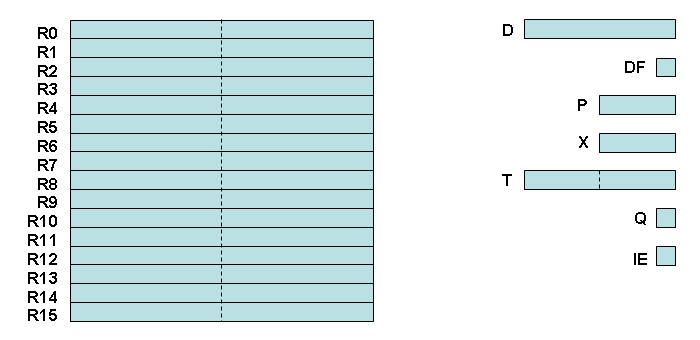
A regisztermodell

Az 1802 egy 8 bites bájt-szervezésű gép, amely minimálisan támogatja a 16 bites műveleteket, a 2 bájtos műveleteket kivéve. Az elsődleges akkumulátor a 8 bites „D” regiszter (adatregiszter). Az egybites átvitel-jelzőbit a DF (Data Flag). A legtöbb művelet a D regisztert használja, beleértve az aritmetikai és logikai műveleteket, valamint a memóriára hivatkozó betöltő és tároló utasításokat. A legtöbb 16 bites műveletnek az alsó bájton, majd a D-n keresztül a felső bájton kell dolgoznia, szükség szerint a DF-et használva az átvitelbit értékéhez.
A processzor emellett 16 db. 16 bites általános célú regiszterrel rendelkezik (R0 – R15).
Ezen felül van benne még néhány speciális regiszter és jelzőbit (egybites regiszter), néhányuk belső, és néhány programozottan használható: 4 bites N, P, X és I; 8 bites T; és 1 bites IE.

## Sugárzástűrő változat
Egy szilícium zafír szubsztráton lévő változatot készítettek a sugárzással és az elektrosztatikus kisülésekkel szembeni védettséget igénylő alkalmazásokhoz. Ez a tulajdonsága, valamint az alacsony órajel, a maga idejében megfelelően alkalmassá tette az világűrbeli alkalmazáshoz. Az 1989-ben indított (de egy évtizeddel korábban tervezett) Galileo űrszonda 18 ilyen mikroprocesszort használt. A Föld körül keringő műholdakon is gyakran alkalmazták.

## Mikroszámítógépekben való felhasználás
Számos mikroszámítógépben használták ezt a mikroprocesszort: a Comx-35, a COSMAC ELF (1976), a COSMAC VIP, a Netronics ELF II, a Quest SuperELF, a finn Telmac 1800, az Oscom Nano, a jugoszláv Pecom 32 és 64 gépekben, valamint az RCA Studio II videojáték-konzolban.

## Fordítás
Ez a szócikk részben vagy egészben  a   RCA 1802 című francia Wikipédia-szócikk ezen változatának fordításán alapul.  Az eredeti cikk szerkesztőit annak laptörténete sorolja fel. Ez a jelzés csupán a megfogalmazás eredetét és a szerzői jogokat jelzi, nem szolgál a cikkben szereplő információk forrásmegjelöléseként.